# Quinta investidura presidencial de Daniel Ortega
La quinta investidura presidencial de Daniel Ortega como presidente de Nicaragua, se llevó a cabo el lunes 10 de enero de 2022. La investidura fue controvertida debido a los resultados de las elecciones generales de 2021, en las que el presidente Daniel Ortega fue reelegido para un quinto mandato para el período 2022-2027. 

## Antecedentes
Las elecciones generales de 2021 fueron catalogadas como poco democráticas debido a las detenciones de candidatos opositores mientras que otros candidatos se exiliaron debido a amenazas de detención. Las elecciones fueron calificadas como una fraudulentas por la Unión Europea, la Organización de los Estados Americanos, Estados Unidos y la Comunidad de Estados Latinoamericanos y Caribeños, algunos observadores electorales independientes y grupos de derechos humanos, debido a la intimidación, detención e inhabilitación de periodistas y políticos de la oposición, ya que a su juicio estas acciones aseguraron la victoria de Ortega y sus aliados.

## Toma de posesión
El acto inicio con unas palabras del presidente de la Asamblea Nacional de Nicaragua, Gustavo Porras Cortés. Posteriormente La presidenta del Consejo Supremo Electoral, Brenda Rocha, entrega credenciales a Daniel Ortega y su esposa Rosario Murillo como presidente y vicepresidenta respectivamente para que después ambos juramentaran para un periodo de cinco años.
Posteriormente Ortega da un discurso hablando sobre las sanciones por parte de Estados Unidos y la Unión Europea, en la que se dirige al presidente estadounidense Joe Biden, donde le exige que indemnice monetariamente a Nicaragua por su participación armada en la revolución Sandinista.En el mismo discurso, Ortega toca el tema de la pandemia del COVID-19 y agradece las donaciones de vacunas y suministros sanitarios recibidas. Reconoce el apoyo de la República Popular China, sin mencionar a Taiwán quien fue uno de los primeros gobiernos en apoyar a Nicaragua. Menciona que China prometió más ayuda al país.

## Delegados internacionales

### Jefes de Estado y de gobierno
- Miguel Díaz-Canel, presidente de Cuba.
- Juan Orlando Hernández, presidente de Honduras.
- Nicolás Maduro, presidente de Venezuela.

### Representantes diplomáticos
- Cao Jiamming, vicepresidente del Comité Permanente de la Asamblea Nacional.
- Mohsén Rezaí, Miembro del Consejo de Discernimiento de Conveniencia.

Otros invitados a la toma de posesión fueron los expresidentes de El Salvador Mauricio Funes y Salvador Sánchez Cerén, el excanciller de Ecuador, Ricardo Patiño y el expresidente de Guatemala Vinicio Cerezo.